# 日本女子職業野球機構
日本女子職業野球機構（日语：日本女子プロ野球機構，通稱JWBL），為日本的女子職業棒球聯盟，於2009年8月17日成立，總部設於京都府京都市；目前共有3支職業球隊、1支育成球隊（REIA）。創辦人為角谷建耀之（Wakasa生活的社長）。

## 歷史
早在1950年日本就有女子職業棒球聯盟，但是在1971年因資金不足解散。2009年8月日本健康食品公司「WAKASA生活」出資成立日本女子職棒聯盟（JWBL），不同於一般的職業棒球，JWBL及聯盟內的四支球隊皆所屬此公司。創立初期僅有2隊，目前已有4支球隊，包括京都Flora、愛知Dione、埼玉Astraia，和根據地在京都的育成球隊REIA。REIA多半為高中剛畢業選手，以磨練球技為主，無法參與例行賽，僅能打一年兩次的TIARA盃賽，實際上JWBL例行賽僅3隊在打。

## 球隊
| 球隊譯名                 | 原文名            | 参加年度 | 所在城市     | 監督     | 教練     | 歷代隊名                                                                | 球隊代表色 |
| ------------------------ | ----------------- | -------- | ------------ | -------- | -------- | ----------------------------------------------------------------------- | ---------- |
| 京都佛洛拉隊 Flora       | Kyōto Furōra      | 2010 -   | 京都府京都市 | 川口知哉 | 新原千恵 | 京都Asto Dreams（2010-12）→西部Flora（ 2013・14）                       |            |
| 愛知狄俄涅隊 Dione       | Aichi Diōne       | 2010 -   | 愛知縣一宮市 | 碇美穂子 | 大澤晴子 | 兵庫Swing Smileys（2010-12）→南部Dione（2013・14）→兵庫Dione（2014-17） |            |
| 埼玉阿斯特賴亞隊 Astraia | Saitama Asutoraia | 2013 -   | 埼玉縣埼玉市 | 大山唯   | 山崎舞   | 東部Astraia（ 2013・14）                                                |            |
| 莉亞隊 Reia              | Reia              | 2012 -   | 京都府城陽市 | 松村豐司 | 大原秉秀 | 大阪Brabee Honeys（2012）→北部莉亞（2013・14）→東北莉亞(2015)           |            |

## 賽制
過往例行賽為3至10月，10月初舉辦的冠軍戰稱為「女王決定戰」，比賽採7局制、以鋁棒打擊，加上盃賽，一整季約打60場。2019年球季起，將比賽改成春、夏、秋3個季賽，以循環賽方式進行，春季賽事於3月底至5月初以京都為中心，在關西各地舉辦，夏季賽事於6、7月以愛知縣為中心舉辦，秋季賽事於9、10月以埼玉為中心，在關東各地區舉辦。

## 著名球員
- 小西美加：投手，職棒首年就囊括勝投王、防禦率王、三振王，更身兼三壘手，以野手身份在職棒首年也獲得盜壘王。
- 里綾實：曾在世界盃女子棒球賽連拿3屆最有價值球員。
- 三浦伊織：曾連續7年蟬聯盜壘王，2014年球季更創下5成打擊率的紀錄。
- 岩谷美里：2017年以超過四成的打擊率、38個打點及5支全壘打的成績，成為女子職棒界第一個獲得「打擊三冠王」的選手，並得到了金氏世界紀錄的認證。

## 臺灣球員
- 沈嘉玟（昔：京都佛洛拉隊）
- 謝鈺瀅（昔：京都佛洛拉隊）
- 曾琪（昔：愛知狄俄涅隊）

## 外部連結
- 日本女子職業野球機構在台灣棒球維基館上的頁面（繁體中文）
- 日本女子職業野球機構 （页面存档备份，存于）
- JWBL （页面存档备份，存于）（2013年1月17日 - ）
- 日本女子職業野球機構的X（前Twitter）
- 日本女子職業野球機構official的Facebook專頁
- 日本女子職業野球機構的Instagram帳戶
- YouTube上的日本女子職業野球機構頻道